# Opper-Lausitzs voetbalkampioenschap 1913/14 (Zuidoost-Duitsland)
In 1913/14 werd het vierde Opper-Lausitzs voetbalkampioenschap gespeeld, dat georganiseerd werd door de Zuidoost-Duitse voetbalbond. Er werden twee competities georganiseerd, in Sagan en Görlitz, waarvan enkel de winnaars bekend gebleven zijn.
SC Preußen 1906 Görlitz werd kampioen en plaatste zich voor de Zuidoost-Duitse eindronde. Na een 3:2 overwinning op ATV Liegnitz verloor de club met zware 9:0 cijfers van FC Askania Forst.

## 1. Klasse

### Gau Görlitz
Uitslagen zijn niet meer bekend, enkel winnaar SC Preußen Görlitz. Verdere deelnemers waren SC Germania Görlitz, SC Union Görlitz, Sp. Abt. des TC Görlitz, FC Niesky 08, SC Preußen Görlitz II en SC Merkur Görlitz.

### Gau Halbau
Uitslagen zijn niet meer bekend, enkel winnaar Saganer SV. Verdere deelnemers waren  SC Germania Halbau en SC Sprottau.

### Finale
|              |                         |       |            |  |
| 8 maart 1914 | SC Preußen 1906 Görlitz | 7 – 1 | Saganer SV |  |
| 8 maart 1914 |                         |       |            |  |